# Liste des sites classés et inscrits du Pas-de-Calais
Cet article recense les sites classés et inscrits du Pas-de-Calais, en France.

## Listes

### Sites classés
La liste suivante recense les sites classés de la Pas-de-Calais en 2024.
| Site                                                                | Communes | Date                                           | Superficie (ha) | Notes | Coordonnées                 | Photo |
| ------------------------------------------------------------------- | --- | ---------------------------------------------- | --------------- | --- | --------------------------- | ----- |
| Colline de Lorette                                                  | Ablain-Saint-Nazaire, Aix-Noulette, Souchez | 30 avril 1929 7 novembre 1934 1er janvier 1938 | 36,82           | Le site est classé par deux arrêtés (en 1929 et 1934) et un décret (en 1938), et possède également une partie inscrite (en 1934). Il s'étend autour de la nécropole nationale de Notre-Dame-de-Lorette. | 50° 24′ 05″ N, 2° 43′ 25″ E |       |
| Château de Montcavrel (nl)                                          | Alette | 28 juillet 1915                                | 3,31            | | 50° 30′ 53″ N, 1° 49′ 18″ E |       |
| Dunes d'Ambleteuse et Wimereux (dunes de la Slack, pointe aux Oies) | Ambleteuse, Wimereux | 23 novembre 1973                               | 470,32          | | 50° 47′ 46″ N, 1° 36′ 47″ E |       |
| Fort Vauban                                                         | Ambleteuse | 2 juin 1931                                    | 0,16            | Le fort est un monument historique classé. | 50° 48′ 19″ N, 1° 36′ 01″ E |       |
| Terrils du bassin minier du Nord-Pas-de-Calais                      | Ames, Auchel, Auchy-au-Bois, Avion, Billy-Montigny, Bruay-la-Buissière, Burbure, Carvin, Dourges, Enquin-les-Mines, Estevelles, Ferfay, Fouquières-lès-Lens, Grenay, Haillicourt, Harnes, Hénin-Beaumont, Hesdigneul-lès-Béthune, Labourse, Lapugnoy, Libercourt, Ligny-lès-Aire, Loison-sous-Lens, Loos-en-Gohelle, Maisnil-lès-Ruitz, Mazingarbe, Méricourt, Nœux-les-Mines, Noyelles-sous-Lens, Oignies, Rouvroy, Ruitz, Verquin | 28 décembre 2016                               | 1 078,31        | La protection s'étend sur le département voisin du Nord. Elle concerne 53 communes distinctes : 20 dans le Nord, 33 dans le Pas-de-Calais. Le bassin minier du Nord-Pas de Calais est également un bien inscrit au patrimoine mondial. | 50° 28′ 35″ N, 2° 42′ 51″ E |       |
| Allée des Tilleuls                                                  | Ardres | 23 février 1912                                | 0,83            | | 50° 51′ 08″ N, 1° 58′ 56″ E |       |
| Ascenseur à bateaux des Fontinettes                                 | Arques | 9 novembre 1987                                | 3,31            | Le fort est un monument historique classé. | 50° 43′ 53″ N, 2° 18′ 17″ E |       |
| Place du Wetz-d'Amain                                               | Arras | 20 avril 1933                                  | 0,16            | | 50° 17′ 30″ N, 2° 46′ 11″ E |       |
| Place de la Préfecture                                              | Arras | 20 avril 1933                                  | 1,49            | | 50° 17′ 34″ N, 2° 45′ 57″ E |       |
| Place Victor-Hugo                                                   | Arras | 14 février 1986                                | 0,66            | Le classement remplace une inscription précédente, prise le 17 février 1948. | 50° 17′ 17″ N, 2° 46′ 05″ E |       |
| Places d'Arras                                                      | Arras | 30 novembre 1933                               | 2,71            | La protection concerne le sol de la Grand-Place et de la place des Héros. | 50° 17′ 30″ N, 2° 46′ 47″ E |       |
| Site des deux Caps                                                  | Audinghen, Audresselles, Escalles, Peuplingues, Sangatte, Tardinghen, Wissant | 23 décembre 1987                               | 4 628,21        | La protection s'étend du cap Blanc-Nez au cap Gris-Nez. | 50° 52′ 55″ N, 1° 38′ 38″ E |       |
| Ruines du château des Lianne                                        | Beaurainville | 20 avril 1919                                  | 0,38            | | 50° 25′ 06″ N, 1° 54′ 26″ E |       |
| Rotonde des Tilleuls                                                | Bomy | 28 novembre 1917                               | 0,09            | | 50° 34′ 29″ N, 2° 14′ 05″ E |       |
| Remparts de la Haute Ville                                          | Boulogne-sur-Mer | 16 mai 1916                                    | 7,97            | | 50° 43′ 30″ N, 1° 36′ 55″ E |       |
| Gué d'Audenfort                                                     | Clerques | 27 décembre 1933                               | 0,19            | | 50° 46′ 54″ N, 1° 58′ 03″ E |       |
| Tour de l'église de Vieux-Coquelles                                 | Coquelles | 10 février 1912                                | 0,33            | | 50° 55′ 10″ N, 1° 47′ 56″ E |       |
| Alignement d'arbres                                                 | Enquin-sur-Baillons | 27 mai 1932 4 juin 1934                        | 0,16            | Le décret de 1932 classe dix-huit tilleuls plantés le long du mur du cimetière et dix-huit arbres (marronniers, ormes, tilleuls) plantés le long du mur du château ; celui de 1934 protège une avenue de neuf tilleuls près de l'église. La plupart des arbres ont été abattus depuis leur protection ; certains ont été remplacés par des arbres plus jeunes. | 50° 34′ 20″ N, 1° 50′ 08″ E |       |
| Oppidum d'Étrun                                                     | Étrun | 15 novembre 1912                               | 1,05            | | 50° 18′ 50″ N, 2° 41′ 37″ E |       |
| Ruines de la chapelle du monastère de Beaulieu                      | Ferques | 8 juillet 1912                                 | 0,15            | | 50° 49′ 52″ N, 1° 47′ 42″ E |       |
| Tilleul du Crocq                                                    | Fiennes | 20 janvier 1923                                | 0               | | 50° 49′ 44″ N, 1° 49′ 31″ E |       |
| Tilleul de Fouquières-les-Béthune                                   | Fouquières-lès-Béthune | 9 décembre 1929                                | 0,02            | Le tilleul est situé dans le cimetière. | 50° 30′ 51″ N, 2° 36′ 40″ E |       |
| Tour de l'Horloge et motte castrale                                 | Guînes | 31 mai 1912                                    | 0,2             | | 50° 52′ 08″ N, 1° 52′ 08″ E |       |
| Tour de Chaussée                                                    | Hesdin | 22 février 1928                                | 2,57            | | 50° 22′ 37″ N, 2° 02′ 35″ E |       |
| Ruines du château de Blacourt                                       | Leubringhen | 30 janvier 1923                                | 5,75            | | 50° 50′ 49″ N, 1° 44′ 37″ E |       |
| Hêtraie de Berny                                                    | Ligny-sur-Canche | 19 août 1957                                   | 0,95            | | 50° 16′ 59″ N, 2° 16′ 30″ E |       |
| Château de Longvillers                                              | Longvillers | 30 avril 1919                                  | 0,74            | | 50° 32′ 46″ N, 1° 43′ 33″ E |       |
| Citadelle de Montreuil-sur-Mer                                      | Montreuil-sur-Mer | 18 décembre 1926                               | 18,76           | La citadelle est un monument historique classé. | 50° 28′ 00″ N, 1° 45′ 39″ E |       |
| Château de Parenty et abords                                        | Parenty | 26 juillet 1965                                | 5,67            | Le château est un monument historique inscrit. | 50° 35′ 11″ N, 1° 48′ 38″ E |       |
| Fort de l'Heurt                                                     | Le Portel | 18 avril 1931                                  | 7,3             | | 50° 42′ 31″ N, 1° 33′ 42″ E |       |
| Château de Grosville                                                | Rivière | 7 janvier 1948                                 | 3,02            | Le château est un monument historique inscrit. | 50° 14′ 09″ N, 2° 41′ 14″ E |       |
| Domaine de Vaudry-Fontaine                                          | Saint-Laurent-Blangy | 22 avril 1963                                  | 10,36           | | 50° 17′ 52″ N, 2° 48′ 24″ E |       |
| Haute ville de Saint-Omer                                           | Saint-Omer | 24 octobre 1927 21 décembre 1928               | 0,16            | L'arrêté de 1927 concerne les rues Saint-Venant et Henri-Dupuis ; celui de 1928 classe la rue de l'Échelle et la porte des Chanoines. | 50° 44′ 52″ N, 2° 15′ 05″ E |       |
| Quai et rivière des Salines                                         | Saint-Omer | 13 avril 1932                                  | 0,33            | | 50° 45′ 06″ N, 2° 15′ 45″ E |       |
| Pointe du Touquet                                                   | Le Touquet-Paris-Plage | 27 novembre 2001                               | 434,82          | | 50° 31′ 58″ N, 1° 35′ 28″ E |       |
| Chapelle Saint-Louis de Guémy                                       | Tournehem-sur-la-Hem | 24 décembre 1913                               | 2,72            | | 50° 48′ 33″ N, 2° 01′ 07″ E |       |
| Rochers du fort de Croÿ                                             | Wimereux | 28 novembre 1928                               | 5,11            | | 50° 45′ 49″ N, 1° 35′ 59″ E |       |
| Église de Cormette                                                  | Zudausques | 24 mai 1934                                    | 0,21            | | 50° 45′ 28″ N, 2° 09′ 57″ E |       |

### Sites inscrits
La liste suivante recense les sites inscrits du Pas-de-Calais en 2024.
| Site                                           | Communes                                                                                                 | Date                                | Superficie (ha) | Notes | Coordonnées                 | Photo |
| ---------------------------------------------- | --- | ----------------------------------- | --------------- | --- | --------------------------- | ----- |
| Colline de Lorette                             | Ablain-Saint-Nazaire, Aix-Noulette, Souchez                                                              | 7 novembre 1934                     | 3 848           | Le site comporte également une partie classée (en 1929, 1934 et 1938). Il s'étend autour de la nécropole nationale de Notre-Dame-de-Lorette. | 50° 24′ 03″ N, 2° 43′ 20″ E |       |
| Marais arrière-littoraux                       | Airon-Notre-Dame, Airon-Saint-Vaast, Cucq, Merlimont, Rang-du-Fliers, Saint-Aubin, Saint-Josse           | 13 octobre 1977                     | 101 283         | Marais arrière-littoraux | 50° 27′ 17″ N, 1° 37′ 54″ E |       |
| Dunes de la Manchue                            | Ambleteuse, Audresselles                                                                                 | 16 septembre 1970                   | 386             | | 50° 48′ 46″ N, 1° 36′ 18″ E |       |
| Lac d'Ardres                                   | Ardres, Balinghem, Brêmes                                                                                | 4 janvier 1974                      | 33 355          | | 50° 52′ 20″ N, 1° 58′ 15″ E |       |
| Centre ville                                   | Arras | 19 mars 1982                        | 9 146           | | 50° 17′ 32″ N, 2° 46′ 27″ E |       |
| Cap Blanc-Nez et cap Gris-Nez                  | Audinghen, Audresselles, Escalles, Peuplingues, Sangatte, Tardinghen, Wissant                            | 16 septembre 1970                   | 94 633          | Complément du site classé dans les terres. | 50° 53′ 29″ N, 1° 39′ 44″ E |       |
| Voie romaine bordée de peupliers               | Basseux                                                                                                  | 20 janvier 1931                     | 77              | Section de l'ancienne voie romaine reliant Arras à Amiens, comprise entre la route nationale 25 et l'ancienne ligne de Doullens à Arras (actuelle véloroute), bordée d'un double alignement de 73 peupliers. Ces derniers ont été fortement endomagés par une mini-tornade en 2009. | 50° 14′ 05″ N, 2° 38′ 47″ E |       |
| Ville Haute de Montreuil-sur-Mer et ses abords | Beaumerie-Saint-Martin, Écuires, La Madelaine-sous-Montreuil, Montreuil-sur-Mer, Neuville-sous-Montreuil | 20 janvier 1971                     | 32 630          | Ensemble comprenant la butte de Montreuil, le site urbain, le plateau et le val de La Madelaine, le val Saint-Martin et les marais de la Canche, mais pas la citadelle. | 50° 27′ 57″ N, 1° 45′ 25″ E |       |
| Haute ville                                    | Boulogne-sur-Mer                                                                                         | 21 septembre 1969                   | 1 086           | | 50° 43′ 30″ N, 1° 36′ 52″ E |       |
| Château d'Hardelot et lac des miroirs          | Condette                                                                                                 | 18 juin 1971                        | 9 837           | | 50° 38′ 38″ N, 1° 36′ 54″ E |       |
| Dunes d'Étaples                                | Étaples                                                                                                  | 25 janvier 1971                     | 11 232          | | 50° 32′ 00″ N, 1° 37′ 25″ E |       |
| Allée de tilleuls                              | Givenchy-le-Noble, Lignereuil                                                                            | 26 novembre 1942                    | 331             | Double rangée de tilleuls implantée depuis 1850 de chaque côté de la route reliant le château de Givenchy-le-Noble et le château de Lignereuil. | 50° 17′ 38″ N, 2° 29′ 05″ E |       |
| Cavée Saint-Firmin et rue du Mont-Hulin        | Montreuil-sur-Mer                                                                                        | 15 septembre 1935 16 septembre 1936 | 19              | La rue du Mont-Hulin est inscrite en 1935, la cavée Saint-Firmin en 1936 ; le site est totalement inclus dans le site inscrit de la Haute ville depuis 1971. | 50° 27′ 57″ N, 1° 45′ 51″ E |       |
| Source de la Brogne et marais de Rémy          | Rémy | 10 décembre 1990                    | 14 529          | | 50° 15′ 44″ N, 2° 57′ 45″ E |       |
| Château et moulin à eau                        | Renty | 14 février 1979                     | 1 108           | | 50° 34′ 52″ N, 2° 04′ 11″ E |       |
| Centre ville                                   | Saint-Omer                                                                                               | 28 novembre 1975                    | 14 865          | | 50° 44′ 57″ N, 2° 15′ 17″ E |       |
| Marais audomarois et étang du Romelaëre        | Saint-Omer                                                                                               | 16 août 1976                        | 554,06          | Le site s'étend également sur la commune de Clairmarais, dans le département voisin du Nord. | 50° 46′ 50″ N, 2° 16′ 53″ E |       |
| Prairies de la Warenne                         | Wimereux                                                                                                 | 16 septembre 1970                   | 7 377           | | 50° 47′ 23″ N, 1° 37′ 36″ E |       |
| Camp de César                                  | Wissant                                                                                                  | 1er mars 1973                       | 2 033           | | 50° 53′ 07″ N, 1° 40′ 25″ E |       |